# Georg von Berr
Georg von Berr (* 7. August 1830 in Pottenstein (Oberfranken); † 1919) war ein bayerischer Zollverwaltungsbeamter und Politiker.

## Leben
Georg von Berr studierte an der Julius-Maximilians-Universität Würzburg Rechtswissenschaften. 1850 wurde er Mitglied des Corps Bavaria Würzburg. 1855 schloss er das Studium mit Auszeichnung ab. Nach dem Referendariat wurde er 1859 Ratsakzessist und 1860 Rechnungskommissar bei der Generalzolladministration. 1862 wurde er Hilfsarbeiter und Oberzollassessor im Bayerischen Handelsministerium. Zwei Jahre später wechselte er zur Oberzolladministration. 1866 wurde er zum Oberzollrat im Bayerischen Handelsministerium ernannt. In der Folgezeit wurde er Ministerialrat und 1871 bayerischer Bevollmächtigter zum Bundesrat.
Von Berr wurde 1872 zum Staatsminister der Finanzen des Königreichs Bayern ernannt. 1877 trat er aus gesundheitlichen Gründen vom Amt zurück und wirkte als Bayerischer Staatsrat im außerordentlichen Dienst.